# Ophiostoma ulmi

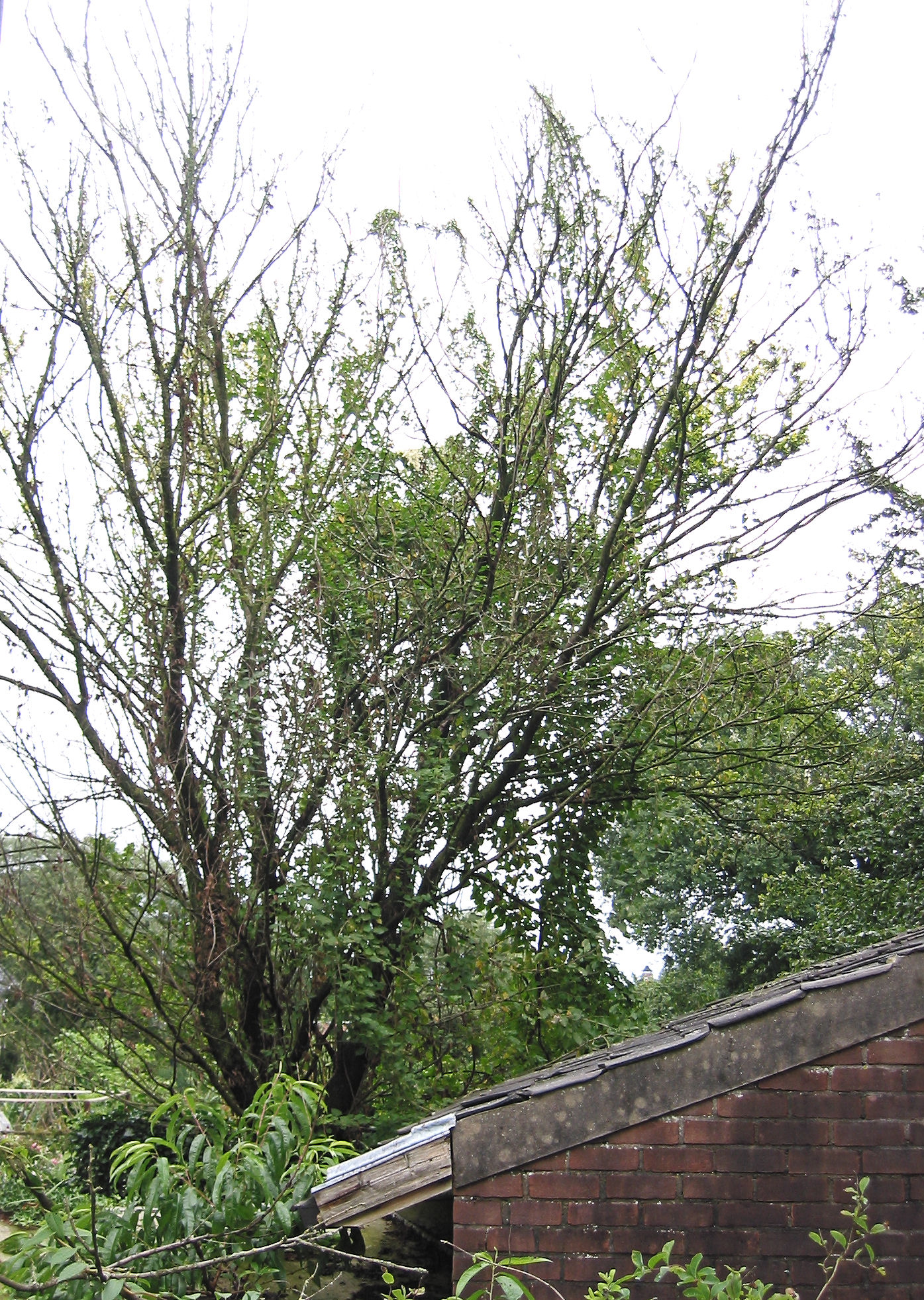
Olmo attaccato da grafiosi provocata da Ophiostoma ulmi

Ophiostoma ulmi (Buisman) Nannf., in Melin & Nannfeldt, Svensk Skogsvårdsförening Tidskr., Hafte 32(3-4): 408 (1934).
L'Ophiostoma ulmi o Ceratocystis ulmi è un fungo parassita dell'olmo, pianta a cui cagiona la malattia detta grafiosi dell’olmo.
È un fungo di origine asiatica.
Fu isolato per la prima volta nel 1920.
La prima segnalazione in Italia avvenne nel 1930. È stata inserita nell'elenco  "Lista di cento specie invasive molto dannose".

## Sinonimi e binomi obsoleti
- Ceratocystis ulmi (Buisman) C. Moreau, Revue Mycol., Paris 17(Suppl. Colon. no. 1): 22 (1952)
- Ceratostomella ulmi Buisman, 38(1): 1 (1932)
- Graphium ulmi M.B. Schwarz, Meded. Phytopath. Labor. Willie Commelin Scholten Baarn 5: 13 (1922)
- Pesotum ulmi (M.B. Schwarz) J.L. Crane & Schokn., Am. J. Bot., Suppl. 60(4): 348 (1973)

## Galleria d'immagini

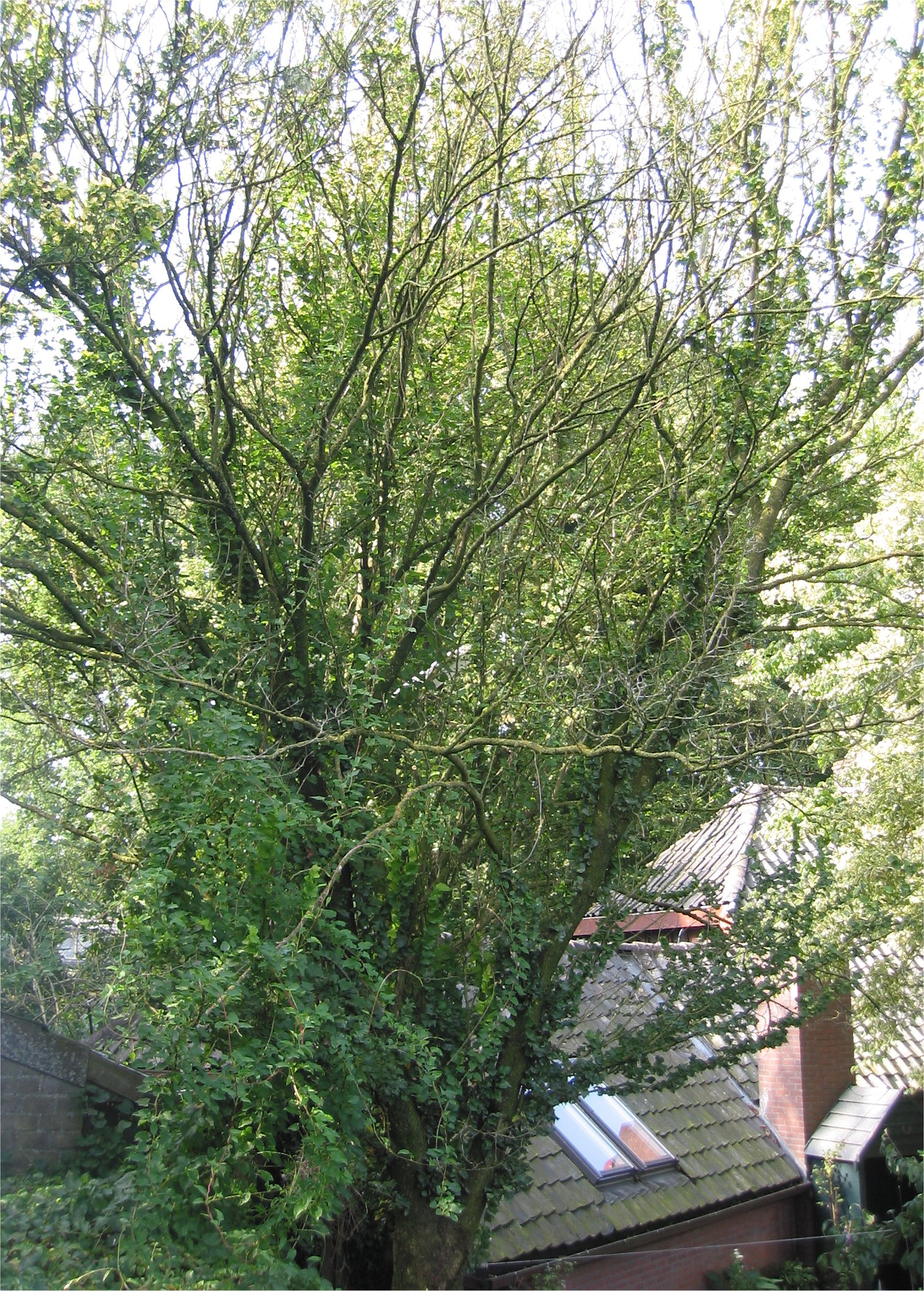
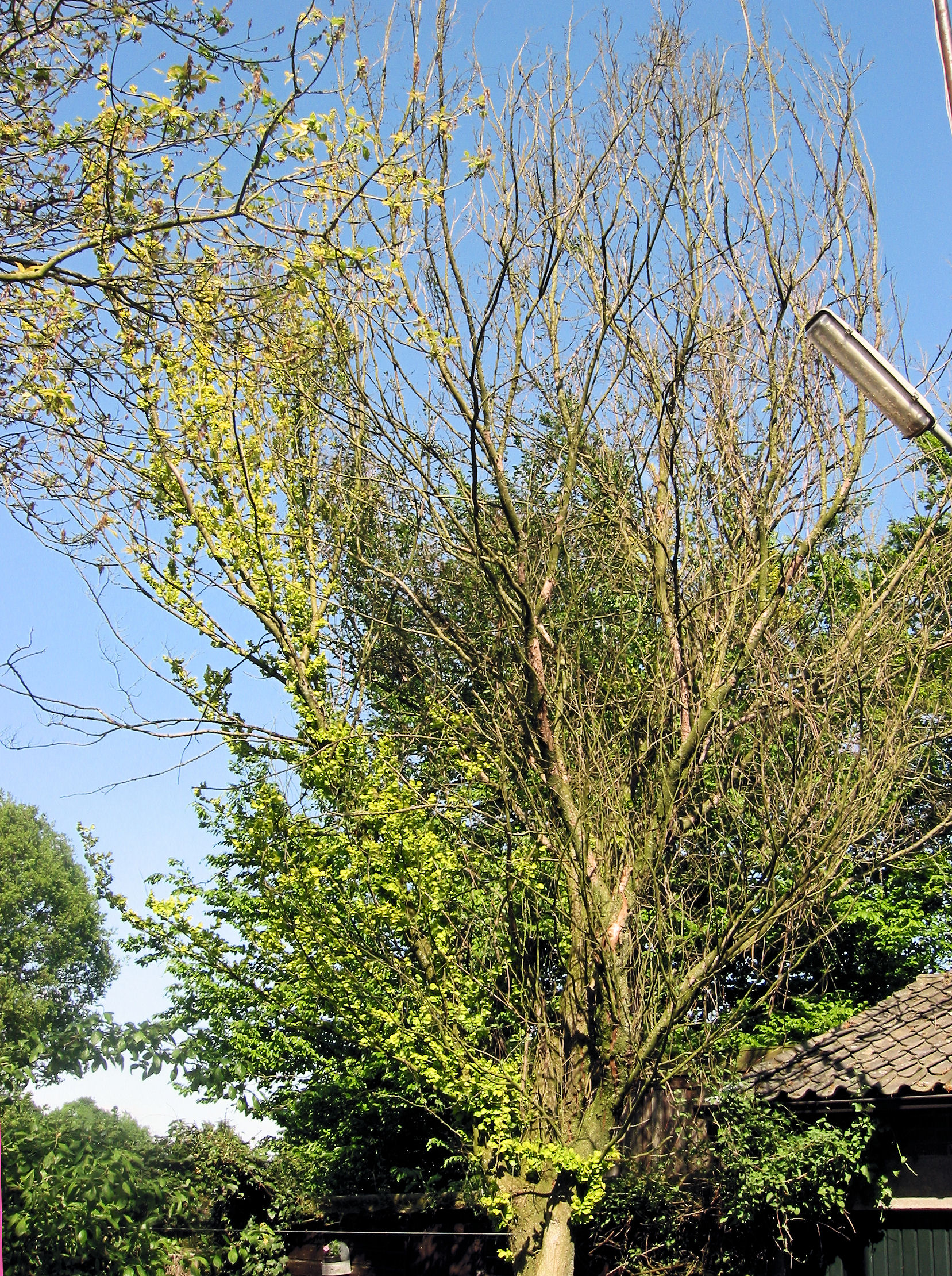